# William Whittlesey
William Whittlesey (mort le 5 ou 6 juin 1374) est un ecclésiastique anglais. Il est le cinquante-septième archevêque de Cantorbéry du 11 octobre 1368 à sa mort. Il fut également évêque de Rochester et de Worcester.